# Sipalolasma aedificatrix
Sipalolasma aedificatrix is een spinnensoort uit de familie Barychelidae. De soort komt voor in Maleisië.